# Mark-8 минирачунар
Mark-8 Minicomputer је био кућни рачунар који је почео да се производи у Сједињеним Америчким Државама од 1974. године. Дизајнирао га је студент Џонатан Титус (енг. Jonathan Titus) и огласио га као кит на продају у магазину Radio-Electronics, од јула 1974. године.
Користио је Intel 8008 као микропроцесор. RAM меморија рачунара је имала капацитет од 256 бајтова. 

## Детаљни подаци
Детаљнији подаци о рачунару Minicomputer су дати у табели испод.
|                       |                                                    |
| [ 1 ]                 |                                                    |
| Произвођач            |                                                    |
| Тип                   | кућни рачунар                                      |
| Меморија              | 256 бајтова                                        |
| Поријекло             | Сједињене Америчке Државе                          |
| Година                | 1974                                               |
| Тастатура             | 16 прекидача на предњем панелу                     |
| Процесор              |                                                    |
| Фреквенција процесора | 0,5                                                |
| RAM                   | 256 бајтова                                        |
| ROM                   | нема                                               |
| Текст                 |                                                    |
| Графика               |                                                    |
| Боја                  |                                                    |
| Звук                  | нема звука                                         |
| Димензије             | 31,4 (ширина) x 27,7 (дубина) x 4,9 (висина) / 2,2 |
| Портови               |                                                    |
| Оперативни систем     |                                                    |